# Thera orcadensis
Thera orcadensis är en fjärilsart som beskrevs av Edward Alfred Cockayne 1950. Thera orcadensis ingår i släktet Thera och familjen mätare. Inga underarter finns listade i Catalogue of Life.